# Mosonmagyaróvár
Mosonmagyaróvár is een stad in het uiterste noordwesten van Hongarije met 30.840 inwoners (2005). Ze behoort tot het comitaat Győr-Moson-Sopron. De stad ligt aan de rivier de Lajta (Leitha) en bestaat oorspronkelijk uit twee delen, Moson (Duits: Wieselburg) en Magyaróvár (Duits: Ungarisch-Altenburg), die in 1939 werden samengevoegd. De toevoeging Magyar resp. Hongaars dient ter onderscheiding van het oostelijk van Wenen gelegen Deutsch-Altenburg (Hongaars: Németóvár).
Moson was de oorspronkelijke hoofdstad van het gelijknamige comitaat, maar verloor deze status later aan Magyaróvár.
In de stad bevinden zich de resten van de 13de-eeuwse burcht van Magyaróvár die na 1830 grotendeels werd ontmanteld.
De oorspronkelijke middeleeuwse burcht heeft nu twee verdiepingen op een onregelmatige vierhoek.
Het thermaal-strandbad, in de Kígyó utca, heeft een oppervlakte van 25.000 m². Een van de drie baden wordt ook in de winter gebruikt.
Het Fekete Sas Szálló (hotel "De Zwarte Adelaar") was al in het begin van de 17e eeuw een bekend hotel.